# Eurytomidae
Die Eurytomidae bilden eine Hautflüglerfamilie innerhalb der Überfamilie der Erzwespen (Chalcidoidea).

## Taxonomie
Die Familie wurde 1832 von dem englischen Entomologen Francis Walker geschaffen. Die Typusgattung ist Eurytoma Illiger, 1807. Phylogenetische Studien deuten darauf hin, dass die Eurytomidae keine monophyletische Gruppe darstellen. Die Eurytomidae bilden gemeinsam mit den Leucospidae, Chalcididae, Torymidae und Ormyridae einen Verwandtschaftskomplex.

## Merkmale
Die Erzwespen sind zwischen 1,4 und 6 mm lang. Ihr Körper ist robust und länglich. Die Eurytomidae weisen folgende Merkmale auf. Das Pronotum, von oben betrachtet, weist in den meisten Fällen mehr oder weniger parallele Seiten auf, und bildet dabei einen annähernd rechteckigen Kragen. Der Körper der Eurytomidae ist in vielen Fällen stark skulptiert und schwarz. Die Fühler sind 13-gliedrig. Das Mesoscutum weist tiefe und vollständig ausgebildete Notauli auf.

## Verbreitung
Die Eurytomidae sind weltweit verbreitet.

## Lebensweise
Die Eurytomidae weisen sehr unterschiedliche Lebensweisen auf. Viele Vertreter der Familie sind entweder phytophag, an Samen oder im Inneren von Pflanzenstängeln, oder parasitieren phytophage Insekten, die dort leben. Mitteleuropäische Arten sind entweder in Samen oder minierend in Grashalmen bekannt. Manche Arten sind Gallbildner.

## Innere Systematik
Die Eurytomidae werden in folgende Unterfamilien gegliedert (Stand 2023):
- Buresiinae – 2 Gattungen; Afrotropis, Orientalis, Westpaläarktis
- Eurytominae – 62 Gattungen; kosmopolitisch
- Heimbrinae – 2 Gattungen; Nearktis, Neotropis
- Rileyinae – 7 Gattungen; kosmopolitisch

Molekularbiologische Ergebnisse deuten darauf hin, dass die Heimbrinae und Rileyinae jeweils Schwestergruppen von Teilen der Chalcididae darstellen, und näher zu diesen verwandt sind, als zu den Eurytominae. Folglich könnten diese beiden Taxa in naher Zukunft aus den Eurytomidae ausgegliedert werden.